# Alejandro Hernández (Eishockeyspieler)
Alejandro Hernández (* 23. Dezember 1991 in Jaca) ist ein spanischer Eishockeyspieler, der seit 2014 erneut beim CH Jaca in der Spanischen Superliga unter Vertrag steht. 

## Karriere
Alejandro Hernández begann seine Karriere als Eishockeyspieler in der Jugend des CH Jaca, für dessen erste Mannschaft er in der Saison 2007/08 sein Debüt in der Spanischen Superliga gab. In den Jahren 2010, 2011 und 2012 gewann er mit seiner Mannschaft jeweils den spanischen Meistertitel sowie 2011 und 2012 zudem jeweils den spanischen Pokalwettbewerb. 2012 wechselte er zum CH Gasteiz, mit dem er 2013 und 2014 ebenfalls spanischer Landesmeister wurde. Anschließend kehrte er nach Jaca zurück und wurde 2015 und 2016 auch mit dem dortigen CH wieder Meister seines Landes.

### International
Für Spanien nahm Hernández im Juniorenbereich an den U18-Junioren-Weltmeisterschaften der Division II 2008 und 2009 sowie den U20-Junioren-Weltmeisterschaften der Division II 2008, 2009, 2010 und 2011 teil. 
Im Seniorenbereich stand er im Aufgebot seines Landes bei den Weltmeisterschaften der Division II 2010, 2012, 2014, 2015 und 2016 sowie der Weltmeisterschaft der Division I 2011. Des Weiteren erzielte er ein Tor in sechs Spielen für Spanien bei der Qualifikation zu den Olympischen Winterspielen 2010 in Vancouver. Auch bei der Olympiaqualifikation für die Spiele 2014 in Sotschi stand er für die Iberer auf dem Eis.

## Erfolge und Auszeichnungen
- 2010 Spanischer Meister mit dem CH Jaca
- 2011 Spanischer Meister mit dem CH Jaca
- 2011 Spanischer Pokalsieger mit dem CH Jaca
- 2012 Spanischer Meister mit CH Jaca
- 2012 Spanischer Pokalsieger mit dem CH Jaca
- 2013 Spanischer Meister mit dem CH Gasteiz
- 2014 Spanischer Meister mit dem CH Gasteiz
- 2015 Spanischer Meister mit dem CH Jaca
- 2016 Spanischer Meister mit dem CH Jaca

### International
- 2010 Aufstieg in die Division I bei der Weltmeisterschaft der Division II, Gruppe A
- 2014 Aufstieg in die Division II, Gruppe A, bei der Weltmeisterschaft der Division II, Gruppe B